# Guido Miglioli
Guido Miglioli (Castelnuovo Gherardi, 18 maggio 1879 – Milano, 24 ottobre 1954) è stato un politico e sindacalista italiano.

## Biografia
Nato da una famiglia contadina e cattolica, laureato in Legge, si interessò presto dei problemi dei piccoli proprietari agricoli e dei braccianti, organizzando i sindacati degli agricoltori cattolici, le Leghe bianche: candidato alle elezioni del 1913, fu eletto deputato. Fondò a Cremona il quotidiano «L'Azione» dal quale portò la sua battaglia a favore dei contadini contrapponendosi ai socialisti. Secondo Miglioli i braccianti avrebbero dovuto col tempo trasformarsi in piccoli proprietari, a differenza dei socialisti che puntavano alla nazionalizzazione della proprietà fondiaria.
Con lo scoppio della guerra mondiale i cattolici di Miglioli si schierarono su posizioni neutraliste. Fu per l'occasione coniato lo slogan "No guerra, ma terra". Il 27 dicembre 1917 Miglioli, proprio per le sue posizioni neutraliste, fu affrontato e accusato di "disfattismo" dall'interventista Roberto Farinacci che militava all'epoca nella corrente riformista del Partito Socialista Italiano. Nel febbraio 1918 Miglioli denunciò quindi Farinacci per "istigazione a delinquere e violenze" ma il processo che ne seguì vide la vittoria di Farinacci e le accuse furono ritirate.
Nel 1919 Miglioli aderì al Partito Popolare Italiano nel 1919 e fu ancora eletto al Parlamento con oltre 10.000 preferenze.
Si batté contro i grandi proprietari terrieri durante le lotte sindacali del dopoguerra; fu inviso ai fascisti ma anche allo stesso Partito Popolare, che non ne condivise i programmi sociali e le sue simpatie nei confronti dei partiti di sinistra. Miglioli scrisse su L'Idea Nazionale:
(Guido Miglioli su Idea Nazionale)
Fu espulso dal Partito Popolare nel 1924. Abbandonata l'Italia alla fine del 1926, si stabilì in Svizzera e poi in Francia. Nel 1929 partecipò a Berlino al I Congresso internazionale antifascista e soggiornò anche in Unione Sovietica, lodando l'esperienza della collettivizzazione delle campagne.
Arrestato nel 1940 in Francia dai tedeschi, fu consegnato alla polizia italiana che lo condannò al confino nella cittadina lucana di Lavello. Qui il suo soggiorno divenne meno ostile rispetto a quanto previsto poiché venne preso sotto la protezione di Mauro Fuggetta, un commerciante di Lavello, che godeva di grande stima nel paese e che, affascinato dalle sue idee, tentò di aiutarlo con ogni mezzo facendogli persino da prestanome. Liberato alla caduta del fascismo, nel 1944 fu preso in consegna dai fascisti legati a Roberto Farinacci che lo confinarono nella casa dei suoi familiari. Gli fu affiancata anche una guardia del corpo per proteggerlo e al contempo per vigilare sul fatto che non si occupasse di politica. Il 26 aprile del 1945 con la liberazione di Cremona e la caduta della Repubblica Sociale Italiana ritornò in libertà.
Nei giorni precedenti alla liberazione di Cremona Roberto Farinacci sul quotidiano Il Regime fascista aveva lasciato intendere l'intenzione di guidare la ritirata da Cremona in maniera indolore ma minacciando dure rappresaglie nel caso fossero scoppiate violenze contro i fascisti e le loro famiglie. 
Miglioli, nel pomeriggio del 25, autonomamente tentò la mediazione con Farinacci per ottenerne la resa senza condizioni, ma inutilmente. Farinacci a sua volta dettò le condizioni di resa che furono rifiutate dal CLN. Le trattative si arenarono e una colonna guidata da Farinacci abbandonò la città il mattino del 26 aprile.
Nell'immediato dopoguerra, il nuovo partito cattolico della Democrazia Cristiana rifiutò la sua iscrizione per decisione dello stesso De Gasperi, decisione di cui Miglioli fu molto addolorato. In vista delle elezioni del 18 aprile 1948, fondò un piccolo movimento della sinistra cristiana denominato Movimento Cristiano per la Pace che confluì nelle liste del Fronte Democratico Popolare socialcomunista, ma non venne eletto. Continuò a occuparsi di politica e di problemi sindacali, anche insieme all'amico don Primo Mazzolari, entrambi isolati e guardati con sospetto dalle gerarchie cattoliche. 
Nel 1954, gravemente malato, ricevette l’inaspettata visita di Alcide De Gasperi; i due erano stati ideologicamente lontani e spesso in forte disaccordo, pur appartenendo entrambi all’alveo del cattolicesimo democratico, ma avevano mantenuto un sentimento di stima reciproca. Quella visita fu di grande conforto per Miglioli, ormai conscio della fine vicina; i due, che per tutta la vita erano stati vicini e divisi, amici e “nemici”, morirono poco dopo quell’ultimo incontro, a pochi mesi di distanza uno dall’altro. Guido Miglioli è sepolto nel cimitero di Soresina.
Autore di La collectivisation des campagnes soviétiques (1934) e Con Roma e con Mosca. Quarant'anni di battaglie (1945).